# Valby Station
Valby Station er en jernbanestation i Valby i København. Den ligger, hvor Høje Taastrup-banen og Frederikssundbanen deler sig, og betjenes af tog på begge baner. En del regional- og InterCitytog på Vestbanen stopper også på Valby, hovedsageligt for at folk skal kunne skifte til Frederikssundbanen. Desuden afgår flere fjernbusser til Jylland fra stationen.

## Historie
Danmarks første jernbane mellem København og Roskilde blev indviet i 1847 og havde en station lidt øst for Valby Stations nuværende placering ved Gammel Jernbanevej 27-31, hvor der i dag ligger et hotel og en bowlingbane. Stationen blev oprindeligt opført for, at borgerne kunne tage på søndagsture til Frederiksberg. Stationen havde en enorm trafik de første år af jernbanens eksistens, men passagererne svigtede, efterhånden som nyhedsværdien aftog. Stationen lukkede i 1864, da Københavns anden hovedbanegård åbnede, og jernbanen blev omlagt over Frederiksberg Station i stedet.
I 1911 åbnede den nuværende Københavns Hovedbanegård, og jernbanen blev lagt tilbage i det gamle spor gennem Valby. Den nuværende Valby Station blev bygget, denne gang som et forbindelsespunkt mellem banerne til Roskilde og Frederikssund. I mellemtiden havde København udvidet sig ud mod Valby, og dermed havde stationen et betragteligt passagergrundlag.
De første S-tog begyndte at køre i maj 1934, og 1. november samme år indviedes strækningen fra Hovedbanegården til den nye endestation i Valby, da ét af de tre hovedspor ud af byen blev elektrificeret og omdannet til S-bane. Af hensyn til det videre elektrificeringsarbejde, førtes togene ikke helt frem til den eksisterende station men standsede ved en midlertidig perron, Valby S, øst for Toftegårds Allé. Her var også opført en midlertidig ekspeditionsbygning af træ. Denne bygning blev senere genbrugt, da Islev Station blev anlagt.
I maj 1941 var anlægsarbejdet så fremskredent, at togene kunne køre til perron ved selve stationsbygningen. S-banens forlængelse til Vanløse og udvidelsen til to spor mellem Enghave og Valby blev indviet 23. september 1941.
I 1950-1953 blev stationen ombygget nok en gang med en plansepareret krydsning vest for perronerne af banen til Vanløse og den nye S-bane til Glostrup. Den nye bane, der blev anlagt langs fjerntogssporene på Vestbanen, blev indviet den 17. juni 1953.

## Antal rejsende
Ifølge Østtællingen var udviklingen i antallet af dagligt afrejsende med fjerntog:
| År   | Antal | År   | Antal | År   | Antal | År   | Antal |
| ---- | ----- | ---- | ----- | ---- | ----- | ---- | ----- |
| 1984 | 2.184 | 1993 | 3.107 | 2000 | 3.420 | 2005 | 3.171 |
| 1987 | 2.144 | 1995 | 3.062 | 2001 | 3.186 | 2006 | 3.257 |
| 1990 | 3.694 | 1996 | 3.291 | 2002 | 3.131 | 2007 | 3.341 |
| 1991 | 2.605 | 1997 | 3.115 | 2003 | 3.212 | 2008 | 2.880 |
| 1992 | 2.268 | 1998 | 3.145 | 2004 | 3.234 |      |       |

Ifølge Østtællingen var udviklingen i antallet af dagligt afrejsende med S-tog:
| År   | Antal  | År   | Antal  | År   | Antal  | År   | Antal  |
| ---- | ------ | ---- | ------ | ---- | ------ | ---- | ------ |
| 1957 | 9.246  | 1974 | 8.626  | 1991 | 11.953 | 2001 | 11.277 |
| 1960 | 9.514  | 1975 | 7.452  | 1992 | 11.804 | 2002 | 11.277 |
| 1962 | 9.983  | 1977 | 7.249  | 1993 | 11.791 | 2003 | 10.561 |
| 1964 | 10.179 | 1979 | 10.151 | 1995 | 11.943 | 2004 | 10.395 |
| 1966 | 11.498 | 1981 | 11.241 | 1996 | 11.589 | 2005 | 10.387 |
| 1968 | 11.866 | 1984 | 10.794 | 1997 | 11.041 | 2006 | 9.555  |
| 1970 | 12.399 | 1987 | 11.047 | 1998 | 11.356 | 2007 | 9.144  |
| 1972 | 9.275  | 1990 | 10.604 | 2000 | 11.359 | 2008 | 9.667  |